# T-formet molekylær geometri
I kemi er 'T-formet molekylær geometri et molekyle med et centralt atom og tre ligander, der er placeret i en T-form, i stedet for de mere normale konfigurationer trigonal plan eller pyramidal. Eksempler på T-formede molekyler er halogen-triflourider som ClF3.
Ifølge VSEPR-teori opstår T-formet geometri når to lonepair bliver bundet til det centrale atom, hvilket skrives i AXE-notation som AX3E2. Den T-formede geometri minder om trigonal bipyramidal molekylær geometri for AX5 molekyler med tre ækvatoriale og to axiale ligander. I et AX3E2 molekyle, de to lonepair optager to af de ækvatoriale placeringer, og de tre ligand-atomer optager to axiale positioner samt én ækvatoriale placerng. Tre atomer har en bindingsvinkel på 90° grader på den ene side af atomet og danner en T-form.
Trifluoroxenat(II) anion, XeF3−, er blevet undersøgt som værende det første eksempel på et AX3E3 molekyle, der kan forventes ved VSEPR-teori at have seks elektronpar i en oktahedral-placering hvor alle tre lonepair og alle tre ligander i mer eller T-formet placering. Selvom anionen er blevet identificeret i gasfasen har forsøg på at syntetisere den i opløsning og bestemme den eksperimentelle struktur ikke været succesfulde. Et beregningskemisk studie viste et forvrænget Y-formet geometri med, hvor den meste F–Xe–F bindingsvinkel var 69°, frem for 90° som i den T-formede geometri.